# Konvention
Konvention er en kutyme eller et dokument, som er fastlagt på grundlag af vedtagne og almindeligvis generelt accepterede regler, standarder, overenskomster og kriterier som kan have udviklet sig gennem tiderne.
Nogle regler og kutymer kan udvikle sig og blive fastlagt som lov, det vil sige at landets lovgivende forsamling kan formalisere konventioner, eksempelvis færdselsloven som ikke eksisterede da vort samfund blev motoriseret. I starten havde man nogle uskrevne regler (konventioner), som senere er indgået og brugt i omtalte lov.